# Ronfeugerai
Ronfeugerai è un comune francese di 325 abitanti situato nel dipartimento dell'Orne nella regione della Normandia.

## Società

### Evoluzione demografica
Abitanti censiti